# Salvo (nome)
Salvo  è un nome proprio di persona italiano maschile.

## Varianti
- Maschili: Salvio[1]
  - Alterati: Salvino[1], Salvetto[1], Salvuccio[1]
- Femminili: Salva[1], Salvia[1]
  - Alterati: Salvina[1]

## Origine e diffusione
Deriva dal nome latino Salvus, tratto dall'omonimo vocabolo salvus, che vuol dire letteralmente "salvo". Salvus, assieme ai suoi derivati (patronimici) Salvius e Salvianus, si diffonde particolarmente in età tardoimperiale, allorché viene reinterpretato in chiave cristiana con il significato di "salvo in Dio" (in riferimento alla salvezza dell'anima). Il suo utilizzo viene poi sostenuto dal culto di svariati santi così chiamati.
Per quanto riguarda la sua diffusione in Italia, le varie forme sono attestate in maniera frammentaria sul territorio nazionale: "Salvo" è accentrato in Sicilia e Toscana, "Salva" al Nord, specie in Emilia-Romagna; "Salvio" in Campania; "Salvia" al Centro-Nord; "Salvino" in Veneto. Va notato, inoltre, che in italiano moderno "Salvo" costituisce anche spesso un ipocoristico di Salvatore.

## Onomastico
L'onomastico si può festeggiare in memoria di più santi, alle date seguenti:
- 11 gennaio, san Salvio, martire in Nord Africa[2][3]
- 11 gennaio o 28 ottobre, san Salvio o Salvo o Salvino, eremita e vescovo di Amiens[2][3]
- 10 febbraio, san Salvio, abate benedettino ad Albelda (Spagna)[4]
- 26 giugno, san Salvio, vescovo vicino ad Angoulême, missionario e martire a Valenciennes insieme a san Superio[2][3]
- 5 agosto, beato Salvio Huix Miralpeix, vescovo di Lleida, uno dei martiri della guerra civile spagnola[3]
- 10 settembre, san Salvio, monaco, quindi abate e poi vescovo di Albi[2][3]
- 28 ottobre, san Salvio, eremita in Normandia presso l'odierna Saint-Saire[2]

## Persone

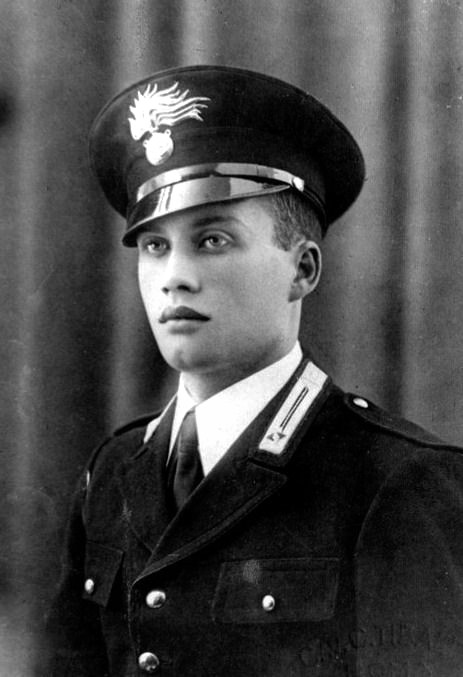
Salvo D'Acquisto

- Salvo Andò, politico, giurista e docente universitario italiano
- Salvo Basso, poeta italiano
- Salvo Coppa, allenatore di pallacanestro italiano
- Salvo Cuccia, regista e sceneggiatore italiano
- Salvo D'Acquisto, carabiniere italiano
- Salvo d'Antonio, pittore italiano
- Salvo Libassi, attore italiano
- Salvo Lima, politico italiano
- Salvo Monica, scultore italiano
- Salvo Pogliese, politico italiano
- Salvo Randone, attore italiano
- Salvo Sottile, giornalista, scrittore e conduttore televisivo italiano
- Salvo Vitale, scrittore, poeta e insegnante italiano

### Variante Salvio
- Salvio, rivoluzionario greco antico
- Salvio Giuliano, politico e giurista romano
- Salvio Huix Miralpeix, vescovo cattolico spagnolo
- Salvio Simeoli, attore italiano

### Variante Salvino
- Salvino Chiereghin, critico musicale e critico letterario italiano
- Salvino degli Armati, inventore italiano
- Salvino Marinelli, calciatore belga
- Salvino Salvini, poeta e umanista italiano
- Salvino Salvini, scultore italiano

## Il nome delle arti
- Salvo Montalbano è il protagonista dei romanzi polizieschi di Andrea Camilleri e della serie televisiva tratta da essi.
- Salvo, dal nome dell'omonimo protagonista, è un film italiano del 2013.
- Salvo Errori è un personaggio interpretato da Pippo Lorusso nella serie televisiva Mario e nel film del 2017 Omicidio all'italiana, entrambi diretti e sceneggiati da Maccio Capatonda.